# Tentakelerotik

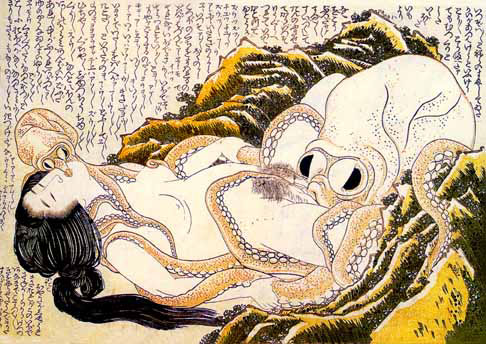
Bläckfiskar och pärldykerska, också benämnd Fiskarhustruns dröm, träsnitt i genren shunga från 1814, tillskriven Hokusai

Tentakelerotik (på japanska: 触手強姦, shokushu goukan) är en genre inom hentai som ofta blandas med skräck. Tentakelerotik innebär att vanligtvis skolflickor (men även andra personer – dock väldigt sällan män) har sex med eller blir våldtagna av tentakeldjur. Dessa är ofta bläckfiskar eller fiktiva monster. Bland japansk erotik är genren populär och parodieras ofta.

## Historia
Genren har sina rötter i det tidiga 1800-talets Japan, där shunga utvecklades till en konstgenre av erotiskt frispråkig karaktär. Tidens censurlagar förbjöd bilder av penetrativt sex, men drömlika scenerier kunde accepteras. En av de konstnärer som arbetade med den nya träsnittsbaserade shunga-tekniken var Katsushika Hokusai, som bland annat 1814 skapade träsnittet Fiskarhustruns dröm. Den presenterar en kvinna, vars sexuella fantasier manifesterades genom att hon hade sex med två bläckfiskar. Hokusai skapade även andra verk omkring kvinnliga fantasier och erotiska scener som visade upp demoner.
Fram till mitten av 1800-talet var dock tentakelerotik en ganska undanskymd del av japanskt bildskapande. På 1980-talet bidrog manga- och animeskaparen Toshio Maeda och hans Urotsukitōji-berättelser till att popularisera genren, då i en våldserotisk kontext. Även Maeda menade att han nyttjade genren som ett sätt att visa fram sexuella scener – med eller utan våldsinslag – trots censurlagarna.
Under 1970- och 1980-talet hade tentakler även börjat komma till användning i västerländska B-filmer som byggde på skräck. Roger Corman visade upp en tentakelvåldtäkt i Fasan i Dunwich (originaltitel: The Dunwich Horror) från 1970, en bearbetning av en H.P. Lovecraft-berättelse. Elva år senare regisserade Sam Raimi The Evil Dead, där en kvinnlig rollfigur våldtas av grenarna hos ett träd. Detta är även en sammankoppling med en lång filmhistoria av fallosar som invaderar kvinnokroppar.
I Japan har manliga film- och serieskapare sedan 1800-talet skapat berättelser som visar upp tentakler som verktyg för våldtäkt. Senare årtiondens mer varierade skildringar av möten mellan kvinnor och tentakelmonster – ofta med samtyckt sex – har i första hand utvecklats av kvinnliga konstnärer. Populariteten, hos olika konsumentgrupper, för tentakelerotik kan kopplas till flera typer av fantasier. Fantasin att bli sexuellt dominerad är en av de vanligaste bland kvinnor, och tentakelmonstret kan där ses antingen som dominerande eller som ett skydd mot våldsamma män. För heterosexuella manliga konsumenter kan tentakelmonstret fungera som en ersättning för den manliga rollfiguren som i det pornografiska scenariet dominerar en åtråvärd kvinna, en rollfigur som i fantasin föreställs vara konsumenten själv.
Bland sidogenrerna kring tentakelerotik och sexuella fantasier finns även kvinnor som blir gravida efter närkontakt med utomjordingar, liksom sexleksaker som simulerar ägg och mänsklig äggläggning.